# Alà dei Sardi
Alà dei Sardi (Alà in sardo) è un comune italiano di 1 752 abitanti della provincia della Gallura Nord-Est Sardegna. Si trova nella subregione del Monteacuto.
Fa parte della Comunità montana del Monte Acuto e della diocesi di Ozieri.

## Geografia fisica

### Territorio
Il paese sorge a 663 metri s.l.m. su un vasto altipiano caratterizzato da boschi di querce da sughero, lecci e roverelle, con una superficie di 197,990 km². È inserito nella regione storica del Monteacuto e rappresenta il confine orientale tra quest'ultima e quelle della Baronia, della Gallura e del Nuorese.

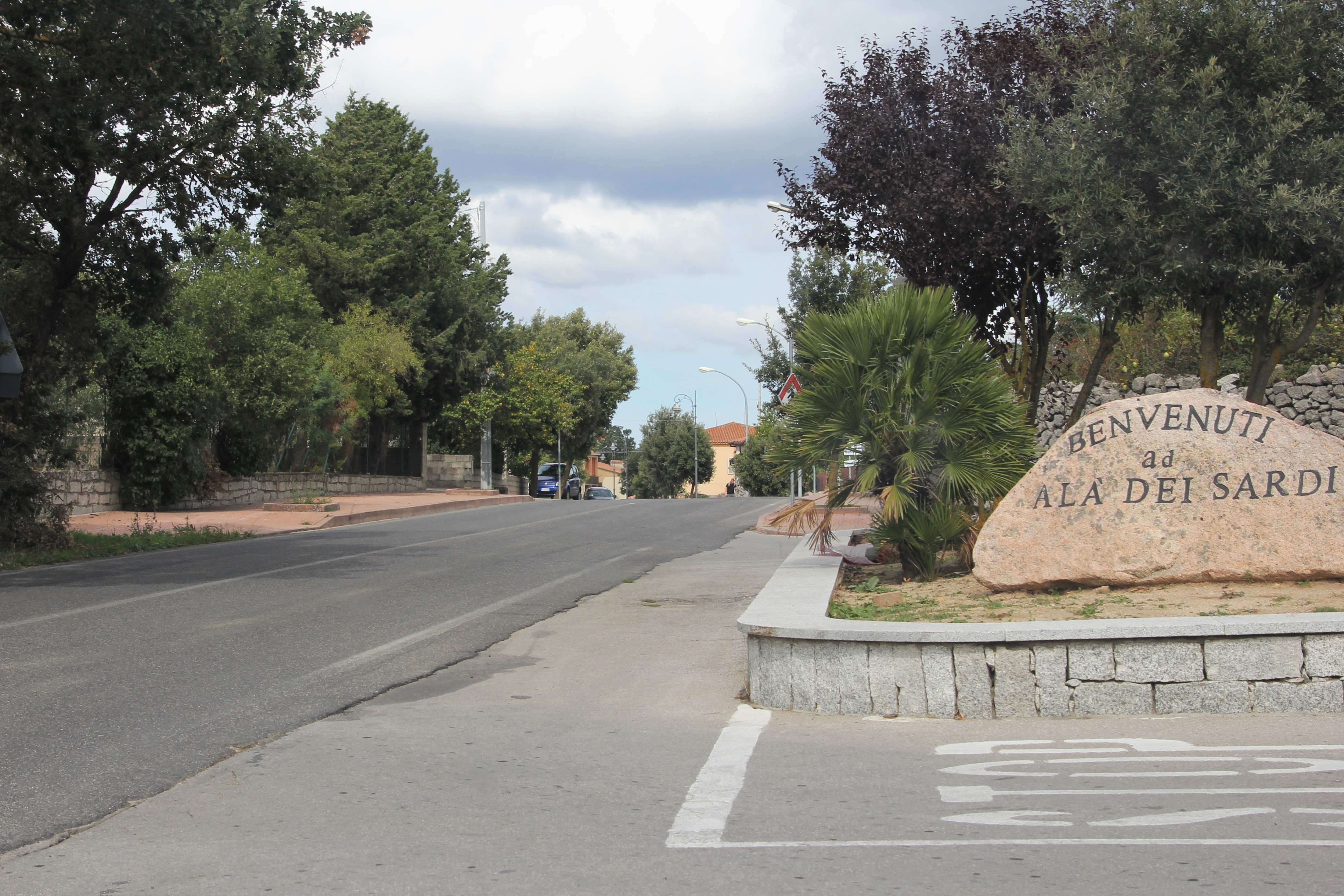
La SS 389 all'ingresso del paese in direzione Buddusò

La sua posizione geografica ha dunque consentito l'integrazione tra ambienti e culture differenti: da qui, infatti, passa la strada che, dall'antichità, mette in collegamento le aree costiere galluresi, soprattutto la piana di Olbia, con quelle dell'altopiano di Buddusò e Bitti.
Il territorio è molto esteso (197,99 km²), e confina a nord con Berchidda, Monti e Berchiddeddu (isola amministrativa di Olbia), a est con Padru e Bitti e a sud-ovest con Buddusò. I limiti amministrativi sono segnati da torrenti e, in particolare, quelli settentrionali dal rio S'Elene, affluente del fiume Coghinas, e quelli meridionali dal rio S'Aragòne.
Caratterizzano la regione le creste dei Monti di Alà, parte terminale di un rilievo, parallelo al corso del Tirso, che ha inizio nel Montiferru, comprende le montagne del Marghine e del Goceano e taglia la Sardegna settentrionale da sud-ovest a nord-est per circa 90 km, e che culminano con la punta di Senalonga (1 077 m di altitudine), dalla cui vetta si possono scorgere il golfo di Olbia, l’isola di Tavolara e perfino i rilievi della Corsica.
Il territorio si presenta puro e incontaminato. Al confine con Buddusò e Bitti si trova il lago artificiale di Sa Coilùna: le sue acque sono ricche di trote e attorno al lago sono presenti aree di sosta con barbecue. A nord invece, in località S'aldu Pinzòne, sono state ricostruite le antiche capanne dei pastori, sos cubones o pinnettas, in prossimità di un corso d'acqua che con le sue cascatelle crea sonorità rilassanti. Al confine con Berchidda, a Pali-bàsciu e a Su fossu malu, si trovano una serie di cascate spettacolari alte decine di metri. Da punta Giommaria Cocco, a 1 036 metri di altezza, si scorge il porto di Olbia. Da Sos Litos, a sud-est, al confine col comune di Bitti, si scorgono le montagne e le vallate della Barbagia.
Nel 2017, insieme ad altri sedici comuni ricadenti nell’area del Parco naturale regionale di Tepilora, Sant'Anna e Rio Posada, il comune ha ottenuto il riconoscimento UNESCO come Riserva di Biosfera, certificando che il paesaggio alaese è unico dal punto di vista ambientale.

### Clima
Il clima di Alà dei Sardi è di carattere mediterraneo, caratterizzato da una stagione estiva secca (caldo-arida) con un deficit idrico (aridità), e da una stagione autunno-invernale semi-umida in cui si concentrano la maggior parte delle precipitazioni.
Alà dei Sardi presenta una temperatura media annua di 14,8 °C con una piovosità media annuale di 989,4 mm (valori medi annuali del cinquantennio 1955-2005).
In particolare le precipitazioni medie stagionali sono:
- Inverno: 374,5 mm
- Primavera: 253,7 mm
- Estate: 70,2 mm
- Autunno: 291,0 mm

Vista la quota, circa 700 m s.l.m., le precipitazioni nevose solitamente si presentano almeno 1-2 volte l’anno.

## Origini del nome
Il significato del nome è oscuro. Antonio Taramelli fu il primo a pensare che potesse derivare dal nome Balaròi, ossia la schiatta ribelle che abitava i monti di Alà nel periodo della dominazione romana. La perdita della B iniziale è appunto caratteristica del dialetto alaese. Il toponimo dovrebbe dunque definirla come antica città dei Balari, oppure si ipotizza derivi dal popolo degli Ilienses, da cui Alaenses, Alà, ipotesi meno credibile poiché si suppone che gli Ilienses stessero al di là del fiume Tirso, in prossimità dell'odierna Oliena.
Secondo il canonico Giovanni Battista Demelas, il nome di Alà deriverebbe dal termine latino ala (reparto di cavalleria dell'esercito romano), ipotizzando che nel territorio alaese in passato ci sia stato un accampamento dell'esercito imperiale, circostanza storica confermata dalla presenza, nel territorio comunale, di uno stanziamento romano. Ipotesi interpretativa però assai improbabile in quanto incoerente foneticamente con l'attuale denominazione che, essendo accentata nella sua ultima vocale, è più probabile che sia da annoverarsi tra i toponimi pre-latini molto diffusi in zona, il cui significato dunque non può derivare ovviamente dal lessico latino. Lo studio di Demelas è però importante perché rileva la presenza a sud dell'attuale abitato, del toponimo "Balare" (oggi conosciuto come Su pedrighinosu) che riporta dunque alla prima ipotesi indicata.

## Storia

### Storia antica

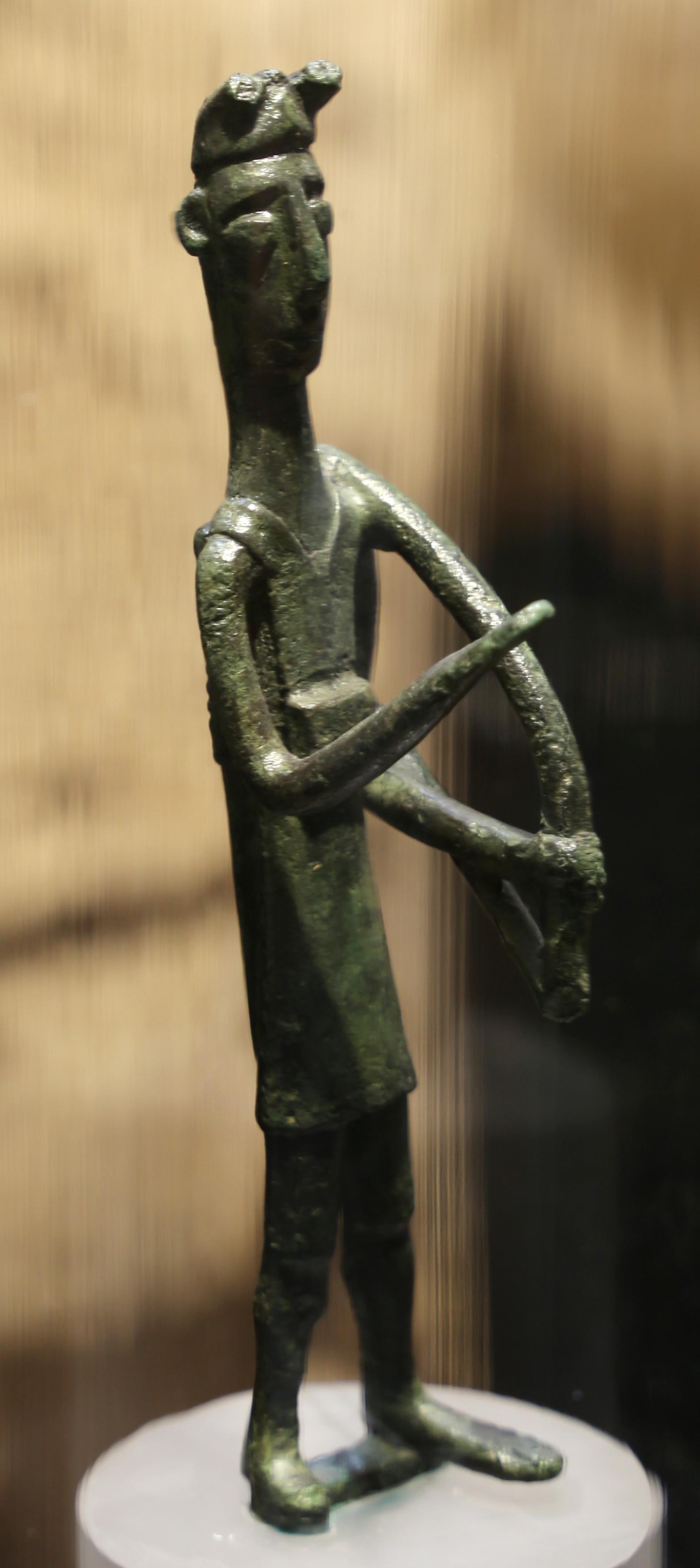
Bronzetto nuragico di arciere da Su Pedrighinosu

Il territorio fu abitato da popolazioni poco inclini a essere sottomesse dal dominatore di turno, tanto che la stessa romanizzazione della zona fu tardiva e superficiale. Testimonia ciò il gran numero di toponimi prelatini ancora oggi rilevabili nel territorio di Alà (Boddò, Seultà, Cheltosumele, Burachele, Alzarò, Serì, Laccaralò, Senè, Istenolì). Il vecchio centro dove forse erano insediati i Balari, chiamato appunto Balare, localizzato nell'odierno sito di "Su Pedrighinosu" fu distrutto presumibilmente durante la feroce rappresaglia del 177 a.C. ad opera delle milizie romane guidate da Tiberio Sempronio Gracco e Tito Ebuzio Parro, descritta da Ettore Pais. E a quel turbolento periodo dovrebbe risalire pure la distruzione dell'imponente nuraghe Latari, di cui oggi restano gli enormi massi di base. A Latari venne poi stanziato un piccolo avamposto romano di modesta entità collegato con alcuni latifondi attribuiti, secondo il consueto metodo della centurazione, ai veterani di guerra romani. La toponomastica conserva ancora oggi i nomi dei probabili beneficiari: Marcheddìne era feudo di tale Marcellinus, così come Mùdule e Mudulu-riu di tale Mutulus, Fenìdde di Venilius, e Madròne di Matronius.
La zona circostante l'attuale abitato di Alà, a seguito delle vittorie di Tiberio Sempronio Gracco, fu effettivamente romanizzata, ma rimane una piccola parte dell'intero territorio alaese che specialmente a nord rimase pressoché' inviolato. In prossimità di questa zona si trova qualche resto della strada romana che in epoca imperiale collegava Olbia a Caralis (Cagliari).

### Storia medievale
Il più antico documento che menziona l'abitato di Alà è datato 1106. Risale a tale data infatti la nomina di un reggente della diocesi di Castro di un vescovo il cui nome non si è tramandato all'età contemporanea. Nell'atto si evidenziano i 27 villaggi facenti parte della diocesi, tra cui appunto Alà. Al tempo la villa di Alà faceva parte del giudicato di Torres, inserita nella curatoria del Monteacuto. Alla metà del XIII secolo il paese passa al giudicato di Arborea. A causa delle mire espansionistiche degli aragonesi sulla Sardegna, seguì una lunga guerra che vide prevalere gli aragonesi sugli arborensi: nel 1410 il paese, semispopolato, passò al Visconte di Narbona, e nel 1421, assieme a tutto il Montacuto, diventò feudo dei Centelles, ai quali il paese si ribellò nel 1458. Successivamente il paese passò alla famiglia Borgia, e nel 1767 ai loro eredi, i Pimentel.

### Storia moderna e contemporanea
Nel 1462, ormai passata al regno di Sardegna, il paese appartiene sicuramente alla contea di Oliva, come indicato dalla recente pubblicazione Atlante dei Feudi - Periodo Spagnolo 1479-1700. L'8 dicembre 1503, Alà passa alla diocesi di Alghero, sorta dall'unificazione delle diocesi di Bisarcio, Castro e Ottana. Nel 1581 il villaggio di Alà paga un ducato di tasse: il paese è menzionato dal vescovo Andrea Baccalar come metro di paragone con i 15 ducati pagati dalla sola chiesa di Santa Reparata di Buddusò. Lo stesso Baccalar nominerà nel 1590 due sacerdoti di Alà, a seguito di lamentela diretta del Vaticano circa la crisi di vocazioni in Goceano e nel Montacuto.
Il paese moderno è sorto attorno al XVII secolo, grazie alla costruzione della chiesa di Santa Maria (1619) che ha agito da fulcro, da punto d'incontro delle famiglie di pastori che abitavano sparsi in tutto l'altopiano di Alà. Nel 1656 ci fu la prima rilevazione demografica per Alà, che contava 29 nuclei familiari (detti fuochi). Nel 1668 si conteranno 118 abitanti (65 donne e 53 maschi), mentre la prima notizia su un parroco del villaggio è del 1691, tale Domenico Cossu. Ma nonostante la costruzione nel 1692 della chiesa di San Giovanni, pochi anni dopo, nel 1698, la parrocchia di Alà viene unita a quella di Buddusò, appunto per la pochezza di abitanti (276, di cui 161 donne e 115 maschi nell'anno in questione).
Un lascito testamentario del 1730 menziona la chiesa di San Pietro, di cui si ignora la localizzazione e che probabilmente nel 1795 già non esisteva più, considerando che la relazione scritta nell'anno in previsione della rinascita della diocesi ozierese cita solo le chiese di Santa Maria, Sant'Antonio e San Giovanni. Al 1758 risale il più antico riferimento al corpo barracellare di Alà, di cui si conosce il capo alla data in questione, tale Giuseppe Pinna. In realtà i barracelli alaesi furono menzionati - seppur in maniera indiretta - fin dal 20 marzo 1661, in un prospetto dimostrante l'inutilità dei barracelli (Soldados de campagna), scritto dal catalano Bernardo Pons Y Turell e dal sardo Giorgio di Castelvì e certificato dal notaio del Montacuto, Giovanni Michele Cossu, nella quale si accusavano i barracelli delle ville di Buddusò, Oschiri, Nulvi, Alà, Osidda, Berchidda, Ozieri, Pattada e Bantine di essere loro stessi la causa dei reati che invece avrebbero dovuto evitare. Nel 1771 venne costituito il primo Consiglio Comunitativo del paese, e sulla spinta di tale strumento di democrazia, tra il 1774 e il 1785 il paese si rifiutò apertamente di versare i tributi richiesti. Nel 1779 a Venezia venne stampata la più antica carta geografica recante l'indicazione di Alà, scritta in lingua francese: il paese viene compreso nell'encontrada del Montagudo. Nel 1795 il paese partecipò, come tanti altri centri dell'isola, ai moti anti-feudali.
Il 9 marzo 1803 rinasce la diocesi di Bisarcio e Alà viene chiamata a farne parte. Quattro anni più tardi, la chiesa di Santa Maria viene ricostituita in rettorato autonomo sotto il titolo di Sant'Agostino: nel periodo di unificazione con Buddusò la parrocchia era dedicata a san Giacomo. Sant'Agostino era comunque festeggiato già da tempo come si evince da una poesia di Pietro Pisurzi, poeta di Bantine morto nel 1799. Nel 1807, il 4 maggio, viene costituita la Prefettura di Ozieri, e Alà ne farà parte essendo conglobata nel Mandamento di Buddusò. Nel 1810 ci fu una nuova ribellione anti-feudale in paese, con la temporanea occupazione dei terreni facenti parte del demanio feudale. Nel 1821 la prefettura diverrà Provincia di Ozieri. Il 18 aprile del 1823 passa in paese il conte Alberto La Marmora. Il 4 maggio 1832 viene presentato a Torino il progetto preliminare della strada che unirà a fine secolo Nuoro con Monti, che romperà l'isolamento in cui ha vissuto Alà per secoli. Nel 1848 viene abolita la Provincia di Ozieri e il paese passa a far parte di quella di Sassari.

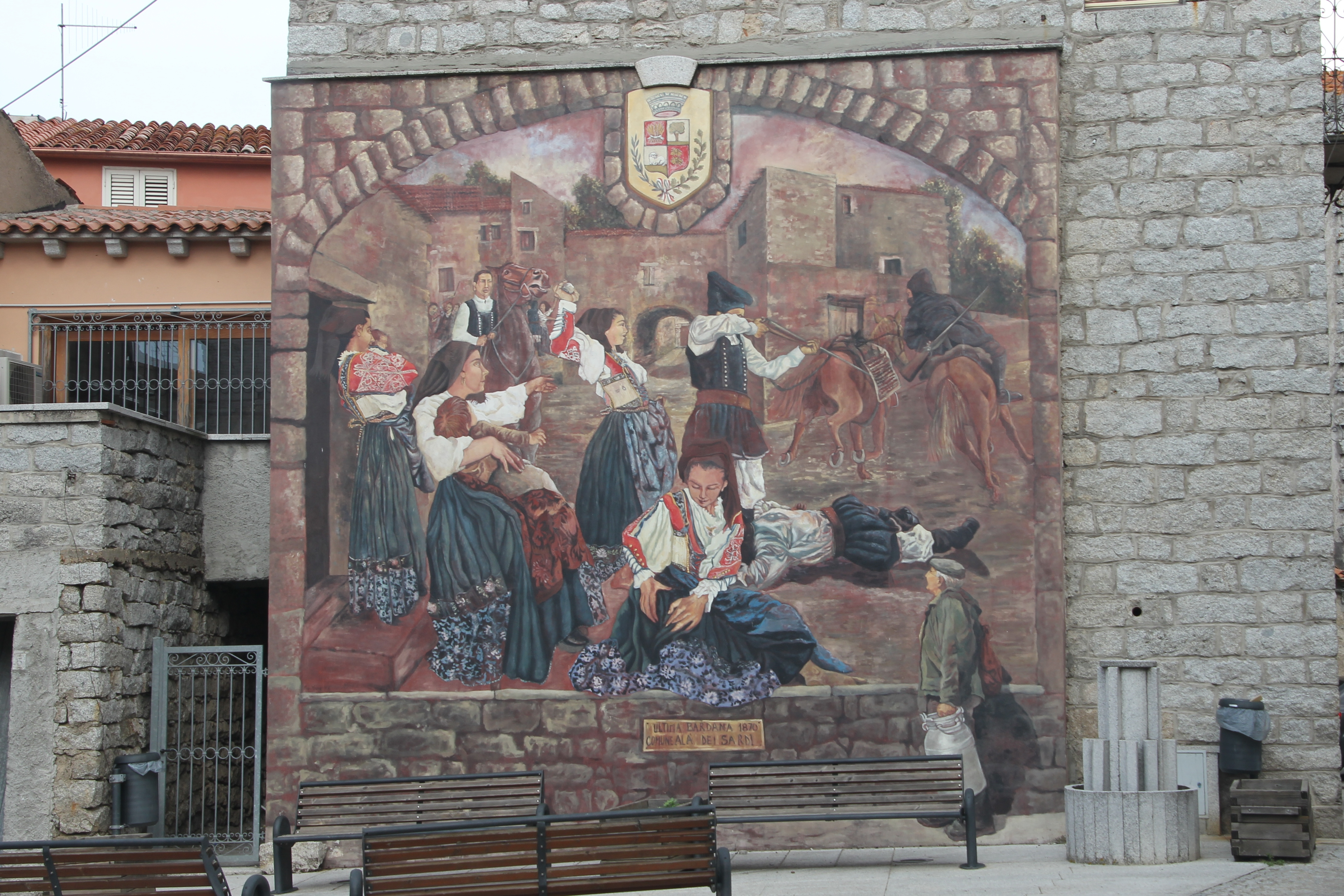
Murale ad Alà dei Sardi in ricordo dell'ultima bardana del 27-28 ottobre 1870

Il nome odierno, Alà dei Sardi, venne attribuito per Regio Decreto il 14 gennaio 1864 (a seguito di delibera di consiglio comunale del 25 dicembre 1863), al fine di evitare confusione con altre località italiane dal nome attinente, quali Ala di Stura (TO) e Ala (TN), anche se già dal 1860 viene utilizzato tale nome, in latino, in una registrazione battesimale. Nel 1873 il canonico di Ploaghe Giovanni Spano avrà modo di ironizzare su tale denominazione del tutto inopportuna. Nel 1880 crolla la chiesa di Santa Maria e nel luglio di due anni dopo venne appaltata la costruzione del nuovo edificio di culto che verrà terminata solo nel 1961. Nel frattempo nel 1931 venne eretta la nuova chiesa di Sant'Antonio, utilizzando il materiale della vecchia chiesa e nel 1935 le chiese nelle frazioni di Mazzinaju e Sos Sonorcolos. Nel 1906 era invece sorta, a seguito di un sogno del cittadino Giuanne Piscera, la chiesa campestre di San Francesco.
Dal 2005 Alà dei Sardi fa parte della provincia di Olbia-Tempio e dal 2016 torna in provincia di Sassari a seguito della soppressione della provincia gallurese.

### Simboli
Lo stemma e il gonfalone del comune di Alà dei Sardi sono stati concessi con decreto del presidente della Repubblica del 19 novembre 1999.
Il gonfalone è un drappo di giallo.

## Monumenti e luoghi d'interesse

### Architetture religiose

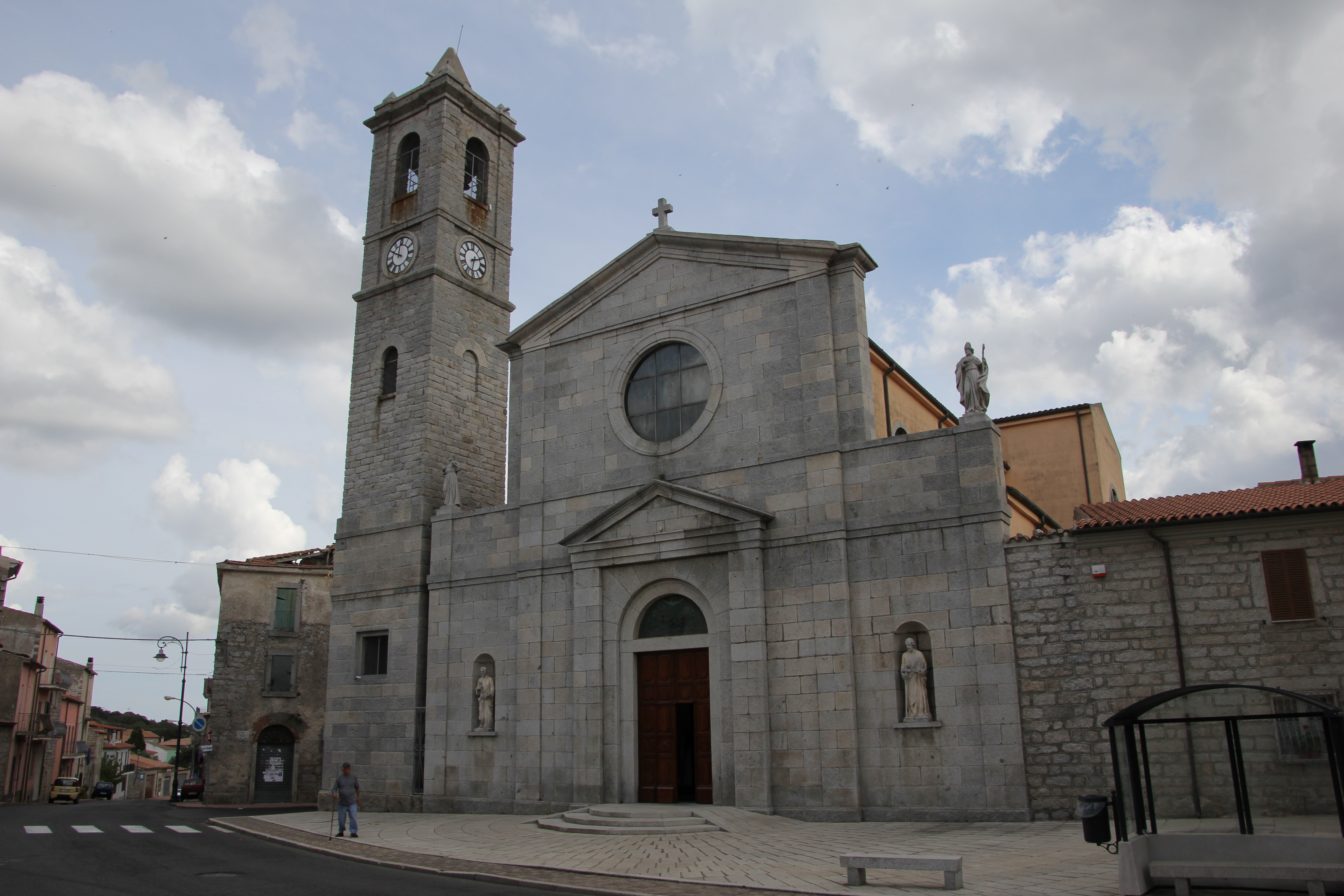
Chiesa di Sant'Agostino

- Chiesa di Sant'Agostino, edificata tra il 1880 e il 1961;
- Chiesa di San Giovanni Battista, edificata nel 1692;
- Chiesa di Sant'Antonio, edificata nel 1930;
- Chiesa di San Francesco, edificata nel 1906;
- Chiesa di San Giuseppe (Badde Suelzu), risalente al 1935;
- Chiesa di Santa Maria (Mazzinaiu), edificata nel 1935;
- Chiesa di San Giovanni Battista (Sos Sonorcolos), anche questa edificata nel 1935.

In località Su Linu si possono trovare i resti di una chiesa sconsacrata dedicata a san Gavino, di cui rimangono in piedi due lati del perimetro murario, mentre in località Sa raighina rimangono sparsi per i campi i resti della chiesa che era dedicata alla Madonna, di cui oggi si può individuarne a malapena il luogo esatto in cui sorgeva.

### Architetture civili
- Palazzo Corda-Colonna: palazzo di tre piani costruito in granito nel 1850, si trova nella via La Marmora, in pieno centro storico, e prende il nome dalla famiglia che lo abitava, forse quella più benestante del paese. Sulla facciata principale è situato un murale che ricorda l'ultima bardana (una sorta di saccheggio ai danni di famiglie nobili o benestanti, in questo caso ai danni proprio dei Corda) verificatasi in paese, la notte tra il 27 e il 28 ottobre 1870, e che vide contrapposti la popolazione alaese munita di sassi e fucili e i banditi a cavallo.;
- Le fontane storiche: queste fonti, tutte costruite in granito ed edificate all’inizio del secolo scorso, rappresentano il tentativo di avanzamento del paese: la più antica risale al 1900 e si trova nel cuore del centro storico alaese, ed è chiamata per questo motivo Su puttu 'e mesu idda; al 1901 risale invece la fontana di Serì, sistemata all'interno di una piccola piazzetta semicircolare alla quale si accede discendendo alcuni gradini che fanno di essa un vero e proprio piccolo anfiteatro; il pubblico lavatoio, S’Abbadolzu, risale anch’esso ai primi del Novecento e si trova poco distante dal Municipio;
- Bicocca Dessena: si trova nei pressi della chiesa di San Giovanni, a circa 50 m dall’edificio. Si tratta di un’abitazione privata (ora disabitata) anch’essa realizzata in granito e collocata nel centro storico. Caratteristica dell’abitazione è il piccolo loggiato che si apre all’esterno davanti al portone, che in primavera viene abbellito dai colori dei fiori.

### Siti archeologici

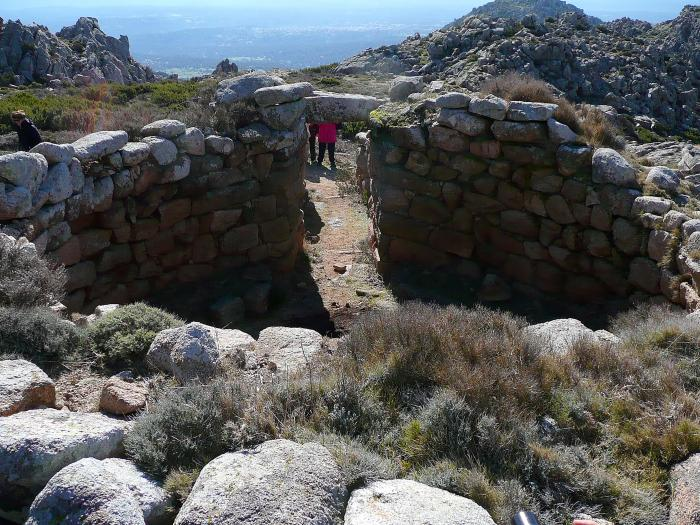
Il complesso di Sos Nurattolos

Il territorio di Alà conserva importanti siti archeologici di età nuragica, che testimoniano l'antica frequentazione del suo territorio. Fra i più importanti:
- il villaggio di Su Pedrighinosu;
- la tomba dei giganti di Malacarruca;
- il complesso nuragico di Sos Nurattolos;

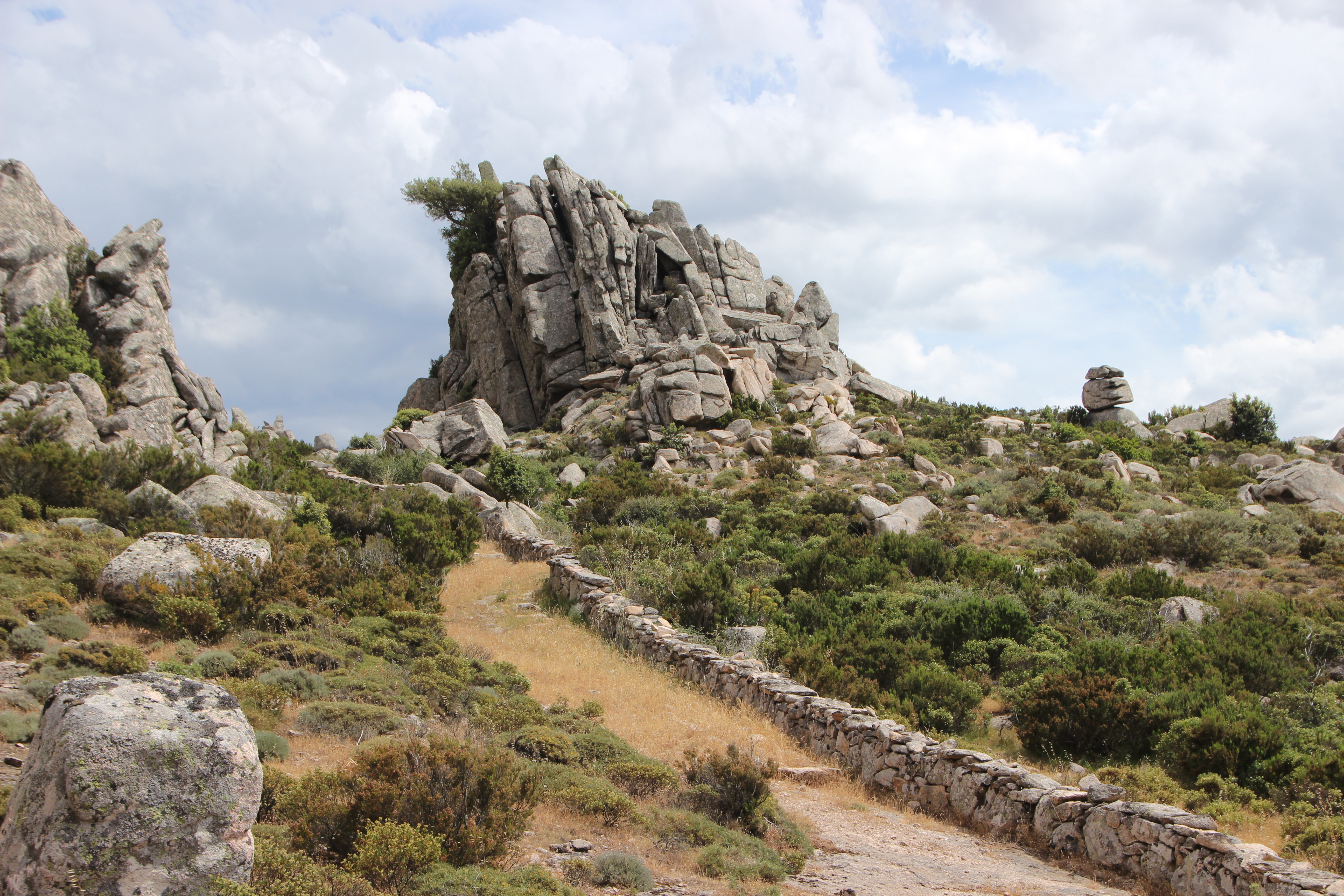
Graniti di Senalonga

- il nuraghe Boddò;
- il nuraghe Intr'e Serra;
- il nuraghe di Lattari.

### Luoghi di interesse naturalistico
- foresta di Bolostiu
- foresta di Sos Littos-Sas Tumbas
- foresta di Terranova
- Parco di Coiluna

## Società

### Evoluzione demografica
Abitanti censiti

### Etnie e minoranze straniere
Secondo i dati ISTAT la popolazione straniera residente al 31 dicembre 2016 era di 76 persone. Le nazionalità maggiormente rappresentate in base alla loro percentuale sul totale della popolazione residente erano:
Romania 63 3,35%

## Cultura

### Feste e ricorrenze

#### La festa di san Francesco

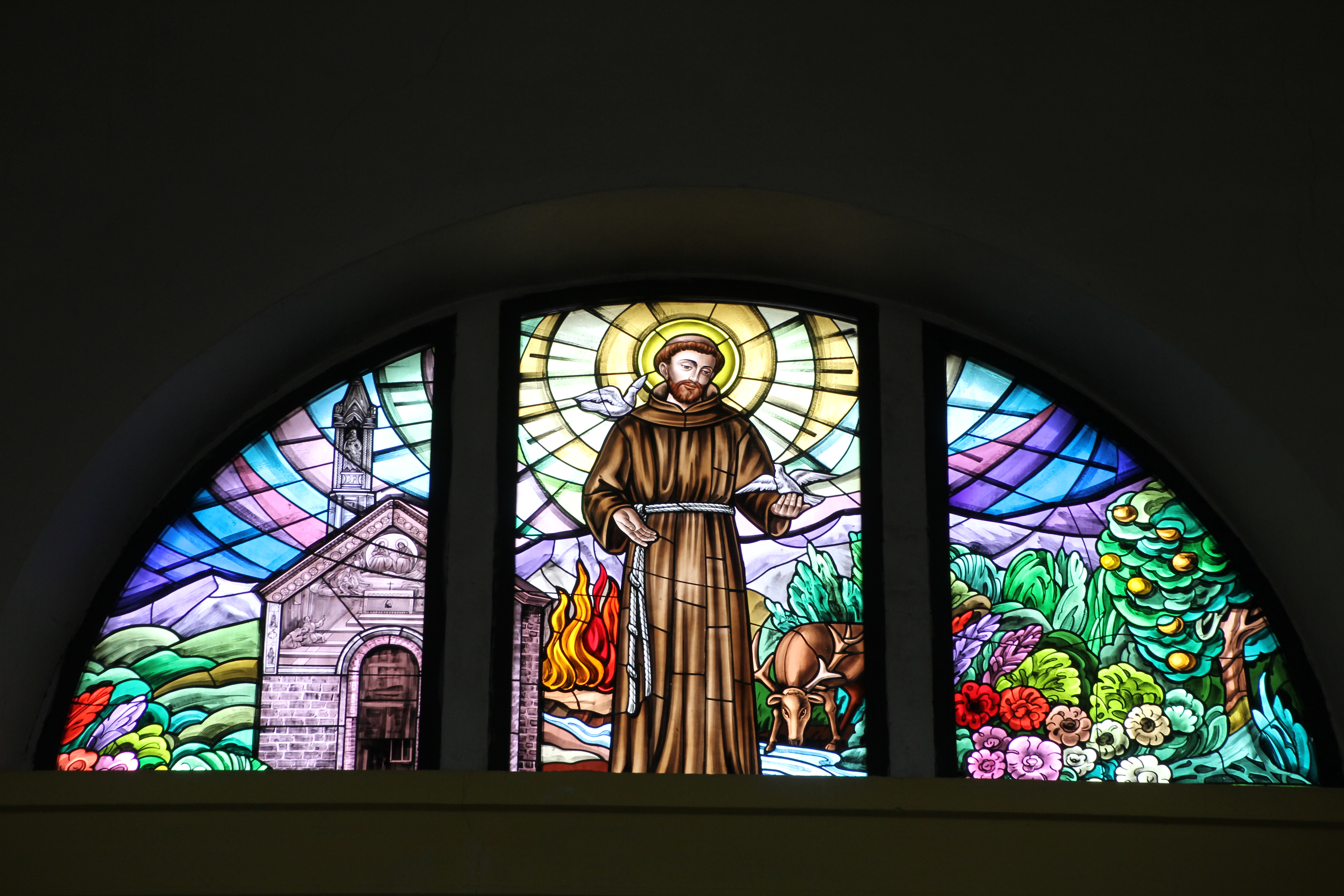
Vetrata dedicata a san Francesco (chiesa di Sant'Agostino)

La festa di san Francesco è una delle più importanti della zona e accoglie ogni anno migliaia di fedeli. Si svolge il 4 e il 5 ottobre nell'omonimo santuario, a partire dai primi anni del Novecento.

L'origine di questa festa sta in una storia che ha i contorni quasi di una leggenda. Il protagonista di questa storia è Giovanni Piscera, detto in paese tiu Columbu, umile pastore nato nel 1861. La leggenda narra che Giovanni, dopo essere rientrato da una delle tante giornate passate in campagna, una volta a letto abbia sognato san Francesco d'Assisi, chiedendogli di costruire una chiesa in suo onore. Il pastore, dopo essersi inizialmente rifiutato di svolgere il compito assegnatoli dal santo, in un altro sogno successivo l'uomo accettò la proposta, malgrado la sua difficile situazione economica. In breve tempo, zio Giovanni convinse gli alaesi a dargli una mano a costruire il tempio, terminato nel 1906. Al termine dei lavori, coloro che contribuirono alla costruzione della chiesa decisero di mettere una lapide commemorativa dell'evento. Il nome del vero fondatore, cioè colui che ha attinto l'ispirazione dell'opera da san Francesco in persona, fu messo per ultimo. La tradizione vuole che lo stesso Francesco, apparso per l'ennesima volta a zio Colombo, gli avrebbe detto: 
 In effetti, consultando gli atti di morte delle persone coinvolte, si può benissimo attestare che l'ordine che è stato seguito nella lapide fu anche quello del decesso dei fondatori della chiesa. Zio Colombo morirà a quasi 102 anni, nel 1963.
La festa religiosa comincia il 25 settembre con l'inizio della novena, durante la quale i fedeli percorrono a piedi il tragitto che va dal paese fino al santuario situato a 2 km di distanza. La sera del 2 ottobre, dopo la messa, si svolge una fiaccolata, durante la quale il simulacro del santo viene momentaneamente traslato dal suo santuario alla chiesa di Sant'Agostino in paese. L'arrivo in paese viene solitamente accolto con uno spettacolo pirotecnico.
La giornata del 3 ottobre è dedicato a sas pettas, il taglio delle carni: la mattina si provvede a macellare il bestiame, nel pomeriggio degustazione de "su sambene rassu".
La mattina del 4, poche ore prima dell'alba, molti alaesi si recano alle cucine per ultimare i preparativi per il grande pranzo del giorno dopo.
La mattina seguente si parte dal paese in processione, nel quale i fedeli, preceduti da cavalieri e gruppi in costume, accompagnano la Statua del santo dalla chiesa parrocchiale sino alla sua tradizionale dimora. All'arrivo viene celebrata la messa dal vescovo e dai sacerdoti della diocesi sotto le querce secolari. Per pranzo viene servito a tutti i presenti brodo con carne. I festeggiamenti continuano la sera con balli e canti sardi e vari spettacoli musicali.
Il 5 ottobre si replica, la mattina Santa Messa nel santuario, pranzo per tutti e festeggiamenti civili sino a notte fonda.
La festa attira ogni anno migliaia di pellegrini dall'intera isola e anche dal continente, soprattutto emigrati che tornano per l'occasione.

#### La festa patronale: Sant’Agostino, San Sebastiano e Santa Rosa
La festa patronale di Sant'Agostino si svolge alla fine della stagione estiva, il 28 agosto. È la festa per il patrono del paese e per quanto riguarda i festeggiamenti civili viene organizzata ogni anno dai fedales cinquantenni; in realtà tale consuetudine parte dal 1998. In precedenza la festa veniva attribuita (intregàda, in lingua sarda) ad un singolo priore. La leva dei cinquantenni si incarica di organizzare anche le giornate di festa dedicate a san Sebastiano e santa Rosa che completano la quattro giorni di festeggiamenti. Per tale ricorrenza vengono organizzati la sagra del vitello (offerto in degustazione gratuita), la caccia al tesoro e altri giochi all'aperto per gli adolescenti del paese, il Miglio per la Pace, introdotto nel 1989, e vari spettacoli in piazza con la partecipazione di gruppi musicali, gruppi folk sardi, comici e intrattenitori vari. Dal 2016 il comitato si impegna nell’organizzazione della rassegna enologica, un concorso vitivinicolo aperto a tutti i produttori di vino locali e ospiti.

#### Altre festività religiose
Le altre feste religiose si concentrano in un periodo compreso tra maggio e giugno. A maggio si festeggia santa Maria nella frazione di Mazzinaju, mentre alla penultima domenica del mese si svolge la festa in onore di santa Rita. Giugno è dedicato alle feste di sant'Antonio da Padova (intorno alla fine della prima decade) e san Giovanni Battista (quarta domenica del mese). Quest’ultimo santo è ricordato, in periodi diversi tra maggio e giugno, anche nella frazione di Sos Sonorcolos, con una festa organizzata prevalentemente da famiglie originarie del borgo di carbonai oramai quasi disabitato. Sempre a giugno, fino a un decennio fa, nella frazione di Badde Suelzu si festeggiava san Giuseppe.
Il periodo che intercorreva tra queste ricorrenze religiose e la patronale era coperto dall’intero mese di luglio, dedicato a s'alzola, in cui (Triulas triuladu) non era di buon auspicio nessun festeggiamento, neanche per matrimoni o battesimi.

#### Altre ricorrenze tradizionali
Il 17 gennaio, un comitato spontaneo di cittadini dei rioni Monte Altu, Monte Becchitu, Mannu Cocco e Mendadores organizza ogni anno il falò per sant'Antonio abate (Sant'Antoni de su fogu), in ossequio alla tradizione che si era perduta da almeno 70 anni.
La pro loco ha invece ravvivato il tradizionale appuntamento carnevalesco de Su Pamentomo, il mercoledì delle ceneri, anch'esso evento in forte disuso. Durante Su Pamentomo si usa sporcare il viso dei dirimpettai con del sughero bruciato, di modo che essi siano simili a "Su mascatzu de sete berritas", figura tradizionale della mitologia locale, di cui la pro loco locale ha ricostruito la foggia tipica. Su mascatzu non era l'unico personaggio tramandato di padre in figlio durante "sos contos de foghile", al contrario ne esistono tanti altri: "Sa fadaza", "Sa tirulia", "Su boe corros de atalzu", "Mastru pinnatzu", "Maria Letolu", "Sa mama de su sole", "Maria Petenedda", "Pedretzecula", "Mamai Letolu", "Su mamajone", ma ormai quasi nessuno ricorda come venivano raffigurati dalla memoria orale. Ancora conosciuti e vivissimi, sempre durante il periodo di Carnevale, sono invece gli appuntamenti con Su Laldajolu e Su Carrasegarone, rispettivamente il giovedì grasso e il sabato successivo al mercoledì delle Ceneri.
In ambito religioso, tra i mesi di marzo e aprile la locale confraternita di Santa Rughe organizza i riti della settimana santa, con i riti de Sas Chilcas (alle prime luci dell’alba del venerdì santo) S’Iscravamentu e S’incontru.
Dal 2007 si organizza ogni anno l'Estate Alaese, che si svolge nei mesi di giugno, luglio e agosto, con eventi sportivi e musicali. Dal 2010 al 2014, in concomitanza con i festeggiamenti in onore di San Giovanni, si è svolta la manifestazione Tenoriades, competizione canora a premi per sodalizi a tenore, che nel 2011, a fine dicembre, ha visto l'organizzazione della quasi simile manifestazione per cori polifonici Boghes Galanas. In estate si svolge ormai da un lustro il torneo di murra dedicato a san Pietro, per il quale il 28 giugno si organizza anche il tradizionale (seppur in disuso) foghilone. L'artigianato e le tradizioni locali sono esaltate nelle manifestazioni Nadale in Carrera (dicembre in strada), giunto nel 2018 alla terza edizione, e Austu in Alà (agosto ad Alà), alla seconda edizione (al 2019). Tutte queste ultime ricorrenze sono organizzate dalla pro loco in concorso con altre associazioni locali.
Il 31 dicembre di ogni anno si svolge Sa fita, questua dei giovani di casa in casa, negli ultimi anni rivalutata dalla pro loco che ha ripristinato il dono dei pani tradizionali di fine anno, assieme a castagne arrosto e a libriccini in sardo.
Perduto invece l'appuntamento de Sas 25 Marias, anche se presente nella memoria dei più anziani, che si svolgeva in occasione del concepimento di Gesù Cristo, il 25 marzo di ogni anno.

### Lingua sarda e dialetto logudorese
La lingua madre, il sardo comune nella sua variante alaese, è una lingua vivissima, al contrario di molti paesi sardi, tanto che più che di bilinguismo, per Alà si dovrebbe parlare di monolinguismo sardo: qualsiasi attività oratoria, dalla semplice chiacchierata al bar, alle prediche ecclesiastiche fino ad arrivare alle discussioni in consiglio comunale, sono caratterizzate dall'impiego costante e quasi esclusivo della lingua sarda, sia da parte degli adulti, che dei giovani. La proloco del paese, ricostituita nel 2011 ha deciso di utilizzare come lingua veicolare per tutte le sue comunicazioni ufficiali la parlata tipica, variante logudorese della lingua sarda, dapprima utilizzando una grafia locale, successivamente aderendo alle norme ortografiche della LSC, sperimentate dalla Regione Sardegna da più di un lustro. Anche i comitati di festeggiamento civile per i santi venerati in paese sono soliti interloquire con la popolazione mediante manifesti pubblici redatti il più delle volte in sardo.
Dal tipico modo di parlare del paese, si distingue sensibilmente la parlata della frazione di Badde Suelzu, posta tra i monti al confine con Monti. E la vicinanza con quest'ultima località che conferisce a tale parlata una differenza sonora evidente, mentre altre differenze si notano anche nel lessico (fuenta, inghiriellu....), che gli abitanti originari della frazione ormai quasi disabitata si conservano anche dopo essersi trasferiti in paese, fenomeno simile a quanto successo a Buddusò con gli abitanti della frazione di Tandalò.
Il dialetto di Alà è però stato fortemente influenzato nel suo lessico dalla vicinanza con la Gallura, in particolare dalla presenza costante in paese di persone di origine calangianese, che dapprima trasferitesi nelle valli di Oleva', progressivamente si spostarono verso Alà, centro avente giurisdizione ecclesiastica su quelle valli galluresi. Vocaboli come mufatza (nebbia), brotzu (ricotta), istuzu (coltello), edola (edera) o banca (tavola), sono chiaramente derivazioni galluresi che caratterizzano l'odierna parlata alaese, differenziandola in parte dalla parlata del vicinissimo centro di Buddusò, che si è dimostrato più conservativo in tal senso.
Anche ad Alà, come in tutti i paesi della Sardegna, uno dei diletti preferiti in passato dagli abitanti era la poesia. Poesia non scritta, salvo rare eccezioni, ma improvvisata durante i lavori nei campi o attorno al foghile nelle lunghe sere invernali. Poesie che poi venivano tramandate oralmente e che diventavano a volte veri e propri proverbi o modi di dire. Erano particolarmente attivi anche i canzonatori, persone abili nelle rime che descrivevano virtù, ma soprattutto i vizi di alcuni personaggi del posto.

### Il costume tipico
Il costume tipico oramai è utilizzato solamente in occasione di manifestazioni folkloriche: non si usa più come abito di tutti i giorni dalla prima metà del secolo scorso.
La maggior parte dei costumi sono ricostruiti da sarte del paese, ma ne esistono ancora degli originali, risalenti al XVIII secolo.
Il costume maschile è formato dalla tradizionale berrita longa in panno nero che venne poi sostituita nel modo di vestire borghese dalla berrita corta. La camicia (su 'entone o sa camija) è di cotone bianco senza colletto, e sopra di essa viene indossato il gilet, su colpette, di velluto granato davanti e di panno nero dietro. Sulla parte in velluto è presente un ricamo di fiori, eseguito con filo di seta. Completano il costume su tzintulone (cintola in pelle nera o castana), sas raghittas in orbace nero usate sopra sas ragas in cotone bianco e sas caltzittas (i gambali) in orbace anch'essi.
Il costume femminile è formato da su mucadore in lana, di colore nero o castano, dal busto - su giustinu - di colore rosso e oro, irrigidito con telaio di giunco, che si posiziona sopra sa camija in cotone bianco. Ancora, su corittu, giacca di panno rosso con sette bottoni nei polsi e sa 'unneddha (la gonna) di panno nero con balza ricamata, coperta sul davanti dal grembiule (su pannellu) di seta nera con composizioni floreali di colore rosso-violaceo.

## Economia
Il paese ha una lunga tradizione agropastorale, attività che ha dato per secoli il sostentamento all'intera comunità. In particolare rinomate erano le carni bovine selezionate e la produzione di miele, mentre molto meno diffuso rispetto alla media sarda era l'allevamento ovino, forse per via dell'eccessiva frammentazione del pascolo alaese (ad Alà non è praticamente mai esistito il latifondo). Non mancano però i nuovi prodotti: recentemente, infatti, l'azienda agricola S'Olteddattu ha intrapreso con successo la coltivazione dello zafferano e delle piante officinali.
Lo scorso decennio il paese è stato al centro di una crescita economica esponenziale. Basti pensare che nel 2004 è stato il comune italiano in cui si sono contate più nuove iniziative produttive in rapporto al numero di abitanti. Alà detiene inoltre il primato sardo di crescita del numero delle aziende a livello assoluto: +18% nel 2003. Fautori di questo boom oltre alla maestria edile, la qualità elevata del sughero estratto ad Alà, il migliore della Sardegna per elasticità e lavorabilità, il granito che, nonostante senta la concorrenza della Cina, grazie alle sue qualità e alla sua compattezza naturale è riuscito a tenere i mercati internazionali (Alà fa parte, insieme con Buddusò e altri comuni del nord-est dell'Isola, del Distretto del Granito). Tutto ciò ha portato a livelli di disoccupazione prossimi allo zero e alla presenza stabile di circa 150 extracomunitari di varia provenienza. L'aspetto negativo conseguente è stato una sorta di disinteresse dei giovani alaesi verso lo studio e dunque Alà sconta un basso numero di laureati, seppur in crescita rispetto ai valori minimi degli anni settanta.
Dopo un breve periodo di emigrazione di massa culminato negli anni ottanta con il minimo storico di abitanti (nel 1991 erano 1830), il paese è riuscito a riprendere vigore sulla spinta del boom turistico della vicina Gallura. Negli ultimi due anni, in conseguenza della perdurante crisi economica, il livello degli abitanti è sceso in maniera sostenuta, arrivando a lambire il limite dei 1900 residenti.

### I maestri di muro e l'agenzia Forestas
I maestri di muro in pietra di Alà sono i più ricercati per rivestimenti e basolati. Il tutto anche grazie alla qualità della pietra da campo alaese, poco friabile e dunque ottima per le lavorazioni edili. Si sviluppa dunque a cavallo dei due millenni una fiorente attività di rivestimento delle ville della Costa Smeralda che occupa fino a una settantina di aziende artigiane locali.

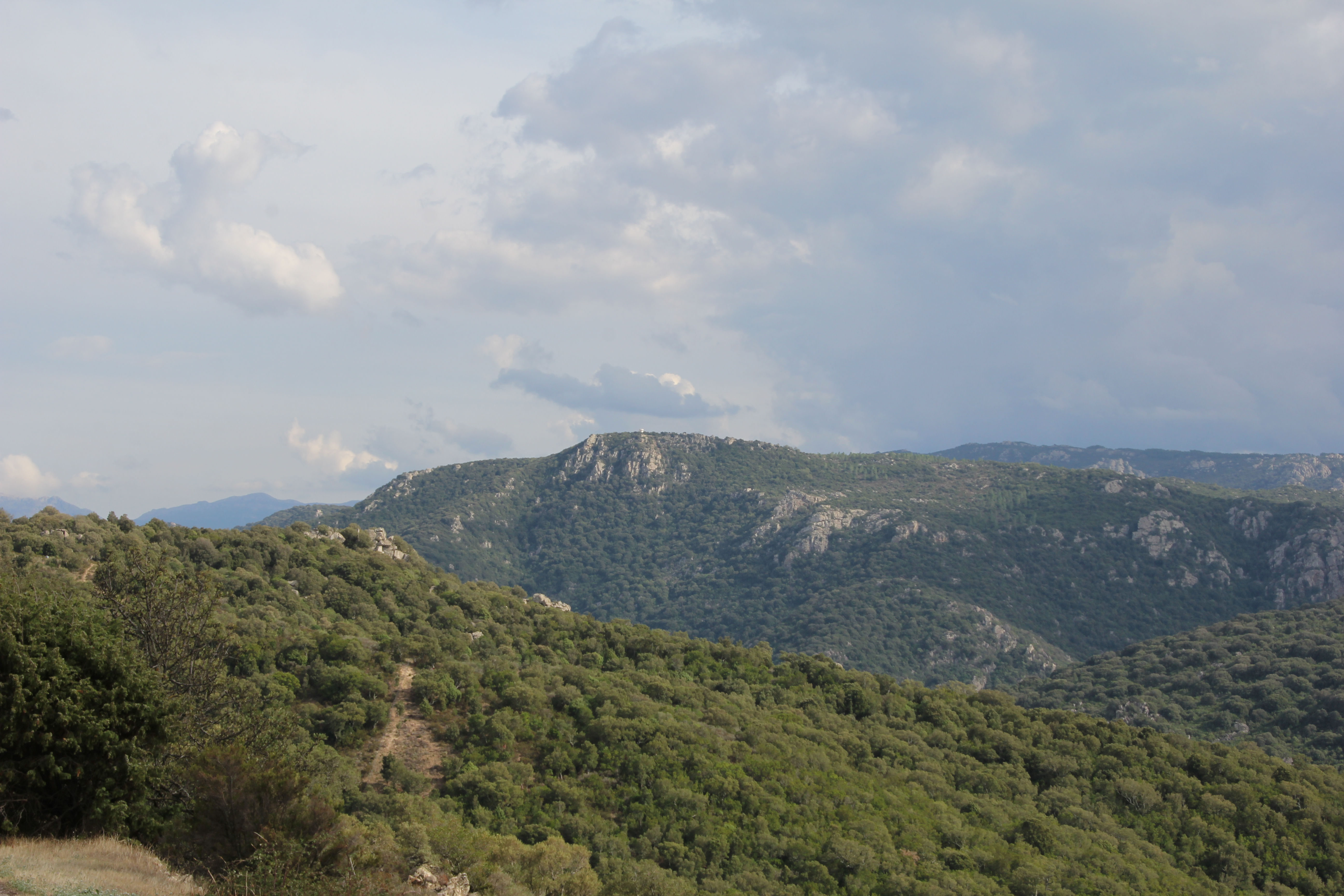
Foresta di Sos Littos-Sas Tumbas

Anche il settore della forestazione è molto importante per Alà: il 50% del territorio comunale è pubblico, e una parte consistente è stato adibito a demanio forestale mediante la nascita di tre cantieri di forestazione. Nel 1914 le aree di Littos e di Sas Tumbas vengono acquisite dalla cassa ademprivile di Sassari e diventano demanio forestale. Nel 1965 Nasce la foresta demaniale di Terranova e nel 1986, a seguito delle procedure di rimboschimento completate dalla ditta Sarfor Spa e la costruzione del laghetto di Sa gianna de s'ercula di circa 3 ettari, tali terreni comunali passeranno in concessione trentennale all'Azienda foreste demaniali, oggi agenzia Forestas. Tali cantieri impiegano circa una settantina di operai fissi e un centinaio a tempo indeterminato.

### Il carbone la prima vera economia del paese
Verso la fine dell'Ottocento si sviluppò la produzione di carbone, grazie all'opera di carbonai di origine toscana, molti dei quali si stabilirono definitivamente ad Alà (ancor oggi sono riconoscibili i cognomi, e anche i nomi tipici come Dante, Cesare e Cesarina, Giulio, Giosuè, che fino ad allora erano sconosciuti tra gli alaesi). Conseguenza negativa fu il completo disboscamento di buona parte del territorio di Alà, e le conseguenze sono ancora visibili oggigiorno nel monte che sovrasta il paese, a nord, e nella zona sud-orientale verso Torpè.

### Energie rinnovabili: l'eolico

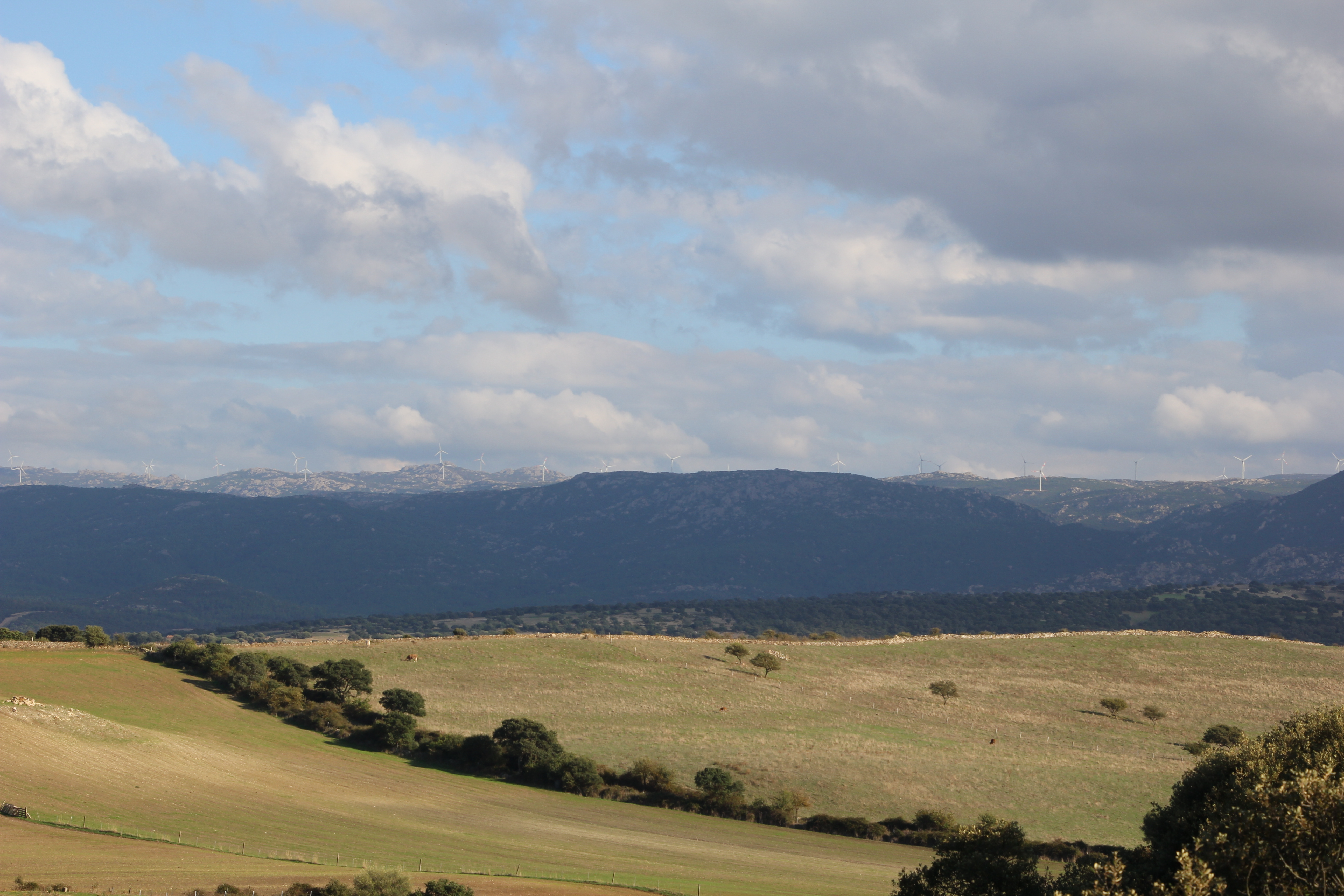
Il parco eolico tra Alà e Buddusò

Dal 2011 sulle alture che dominano il paese e il centro vicino di Buddusò è stato installato un parco eolico, dotato di 69 turbine prodotte dall'Enercon, azienda che si occupa di energie rinnovabili. Esso può generare circa 330 GWh di energia elettrica all'anno, confermandosi così il più grande parco eolico d'Italia e uno fra i maggiori d'Europa. Rende al comune circa 700.000 euro annui.

## Geografia antropica
Alà presenta delle frazioni caratteristiche poste ai margini del suo territorio.
La frazione più conosciuta è sicuramente quella di Sos Sonorcolos, sviluppatasi come piccolo borgo di carbonai ai tempi della nascita, nell'Ottocento, di un fiorente commercio di carbone tra la Toscana e la Sardegna, che comportò un selvaggio disboscamento delle zone a sud-est del paese. È situato al confine con il territorio di Bitti e dunque può considerarsi come un lembo di Barbagia in territorio di Alà. Conserva oggi le tipiche abitazioni in pietra da campo, ed è sede di numerosi vigneti e orticelli che sfruttano la sua esposizione ai venti caldi.
Al confine con il territorio di Monti ci sono le frazioni di Mazzinaiu e Badde Suelzu. Sono oramai abitate da poche famiglie di pastori, che abitano in casette basse e allungate, simili agli ''stazzi'' galluresi. In effetti questo territorio è prospiciente alla Gallura meridionale e dunque l'edificazione delle abitazioni ne ha subito l'influenza.
Tra la strada per Monti e quella per Padru sorge la frazione di S'iscala pedrosa, anch'essa abitata oramai da pochi individui, prevalentemente dediti all'allevamento.
Altre frazioni del paese sono parzialmente disabitate (Filu 'e lepere, Pres'In S'Ainu e Corrugnele).

## Sport
Nel comune sono presenti diversi impianti sportivi, tra i quali uno stadio comunale provvisto di pista di atletica leggera. Sono presenti inoltre nel suo esteso territorio diversi percorsi dove è possibile praticare corsa e mountain bike.
Alà dei Sardi, grazie al suo clima ideale, viene scelto come sede di preparazione da atleti di livello internazionale.

### Atletica
Alà dei Sardi vanta una grande tradizione per quanto riguarda l'atletica leggera ed è lo sport principale e più praticato in paese.
La prima società di atletica fondata in paese fu l’Alasport, nel 1970, su iniziativa del prof. Antonello Baltolu, archeologo e insegnante di lettere alle scuole medie, che rimase presidente sino al 2013. Dal 2014 la società è presieduta da Antonio Cocco, coadiuvato da Alberto Contu, tecnico di livello nazionale.
Nei primi anni di attività furono tanti i risultati eccezionali ottenuti dagli atleti alaesi soprattutto nella marcia e nella corsa campestre, con diversi successi anche nelle finali nazionali dei Giochi della Gioventù.
I migliori atleti sono stati i marciatori, con Tonino Erre e Gianni Mette, passati poi a vestire entrambi la maglia del Gruppo Sportivo delle Fiamme Gialle, Abele Contu, passato al Gruppo Sportivo dei Carabinieri, Aurelio Pinna e Giovanni Pigozzi.
Tra i risultati più importanti recenti ci sono sicuramenti quelli di Alberto Contu (anche lui marciatore), nel suo curriculum figurano due titoli italiani e diverse medaglie ai campionati nazionali, ha vestito diverse volte la maglia della nazionale italiana dove vanta un 12º posto ai campionati europei. È attualmente il primatista sardo in tutte le distanze della marcia su strada e su pista dai 3 km ai 25 km. Poi c’è Alice Rita Cocco (mezzofondista), vincitrice di diversi titoli e medaglie ai campionati italiani di corsa campestre e protagonista in alcune occasioni con la maglia della nazionale.
Gli ultimi risultati importanti sono arrivati da Maria Paola Sotgiu, vincitrice della finale dei Giochi Sportivi Studenteschi di Corsa Campestre nel 2019 e il bronzo nella finale del Triathlon del Trofeo Coni nel 2018.
L'Alasport continua a promuovere lo sport e l'atletica leggera, mantenendo viva una tradizione che ha reso Alà dei Sardi un punto di riferimento nel panorama internazionale della disciplina.

### Pallavolo
La Volley Alà è rinata nel 2013, negli anni novanta arrivò a disputare anche i campionati di prima divisione con la squadra femminile. Ora partecipa sempre con la squadra femminile al campionato di terza divisione e nelle categorie giovanili.

### Calcio
La S.C. Alà è nata nel 1979. Nella stagione 2015-2016 milita nel campionato di Seconda Categoria.

### Manifestazioni sportive

#### Cross di Alà dei Sardi
Cross di Alà dei Sardi è una gara di corsa campestre che si svolge tra i mesi di febbraio e marzo, organizzata dalla Società Sportiva Alasport. È considerato un appuntamento di rilievo per gli appassionati di cross maschile e femminile, vi partecipano infatti i campioni più conosciuti della specialità. Sino al 2012 si svolgeva il Trofeo Alasport, competizione di livello internazionale che per la qualità di atleti presenti era tra le più importanti al mondo. Di questa manifestazione se ne organizzarono 36 edizioni, dal 1973 al 2012. L’edizione 2013, che sarebbe dovuta essere la 37ª, non si svolse a causa della mancanza di fondi, e da allora non si svolsero più edizioni del Trofeo. Dal 2016 si è ripartiti con una manifestazione di livello regionale in memoria di Elisa Migliore, giovane atleta alaese con importanti risultati a livello nazionale deceduta a 32 anni.

### Rally
Nel mese di giugno di ogni anno si corrono sugli sterrati alaesi alcune tappe della prova italiana del campionato del mondo rally (WRC), il Rally d'Italia Sardegna. I terreni prescelti sono solitamente quelli delle alture sopra il paese, i Monti di Alà appunto, e del cantiere forestale di Coiluna, nella parte sud del territorio alaese, al confine con Buddusò. In alcune edizioni le auto sono passate anche negli sterrati di Terranova, al confine con il comune di Monti.